# Roman Strzoda
Roman Strzoda (ur. 8 sierpnia 1881 w Wierzchu, zm. 13 stycznia 1943 w Dachau lub Mauthausen) – polski działacz narodowy i plebiscytowy na Górnym Śląsku.

## Życiorys
Urodził się w Wierzchu koło Prudnika, w rodzinie Franciszka, posła do Reichstagu na okręg prudnicki, i Pauliny ze Spillerów. Jego bratem był Jan Strzoda.
Uczęszczał do gimnazjum we Wrocławiu, następnie podjął studia prawnicze na Uniwersytecie Wrocławskim i w Monachium (studiów nie ukończył). Należał do polskich kół uniwersyteckich. W 1911 ożenił się z Ireną Klonowską.
Po I wojnie światowej został członkiem zarządu, a następnie dyrektorem Polskiego Banku Ludowego w Raciborzu. Działał w Towarzystwie Czytelni Ludowych oraz w raciborskiej „Strzesze”, która skupiała polskie organizacje. W 1920, w przygotowaniach do plebiscytu śląskiego, Strzoda został kierownikiem Polskiego Komitetu Plebiscytowego na powiat raciborski. Urzędował wówczas w siedzibie „Strzechy” przy ul. Grosse Vorstadt (obecnie ul. Londzina). Jego żona angażowała się w działalność ruchu kobiecego na Górnym Śląsku oraz w prace Polskiego Czerwonego Krzyża. Wkrótce jednak zachorował i został hospitalizowany w klinice w Krakowie, a na stanowisku kierownika komitetu plebiscytowego zastąpił go Antoni Rostek.
Bank Ludowy w Raciborzu zakończył działalność po wybuchu III powstania śląskiego. Strzoda wraz ze Stanisławem Sobotą i Władysławem Robotą został członkiem zarządu koła inteligencji polskiej, pochodzącej z powiatu prudnickiego. W 1931 był dyrektorem Śląskiego Zakładu Kredytowego w Tarnowskich Górach.
Strzoda został zabity podczas II wojny światowej 13 stycznia 1943 w obozie koncentracyjnym Dachau lub Mauthausen.